# 波羅的斯堪的亞

北歐五國（綠色）和波羅的海國家（藍色）的位置

波羅的斯堪的亞（Baltoscandia）是一個地緣政治概念，包括斯堪的纳维亚和波羅的海國家，也就是丹麥、愛沙尼亞、芬蘭、冰島、拉脫維亞、立陶宛、挪威和瑞典。這一概念由瑞典教授Sten de Geer在1928年提出。